# 安妮塔·阿南德
英迪拉·安妮塔·阿南德 PC MP（1967年—），印度裔加拿大律师和政治人物，現任加拿大外交部長（第38任），2019年起以加拿大自由党党员身份擔任加拿大國會下議院議員，先後代表安大略省的奥克维尔选区和奧克維爾東選區。
她於2019年10月联邦大选當選后於同年11月晉身總理賈斯汀·杜魯多內閣，出任公共服務及採購部長，任內在冠狀病毒疫情期間負責聯邦政府的疫苗和個人保護器材採購程序。2021年她調任國防部長，2022年俄羅斯入侵烏克蘭後在加拿大對烏克蘭提供軍事援助中擔當關鍵角色。她於2023年調任國庫委員會主席，再於2024年獲任交通部長和內部貿易部長，曾被《麥克林雜誌》形容為杜魯多政府的「全能修復者」（“all-round fixer”）。馬克·卡尼於2025年接替杜魯多出任總理後，阿南德在其內閣中短暫擔任創新、科學及工業部長，同年5月則改任外交部長。
她是首位出任加拿大下議院議員的女性印度教徒，以及首位出任加拿大內閣部長的印度教徒。

## 早年生活和事業
阿南德生於新斯科舍省肯特维尔，父母皆為醫生，分別來自印度泰米爾納德邦和旁遮普邦。她姊吉塔（Gita Anand）於多倫多任職就業律師，她妹索尼婭則於麥馬士達大學任職醫生和研究員。她於1985年到安大略省的京士頓女王大學修讀政治學，1989年從該校獲取文學士學位後到牛津大學瓦德漢學院進修，1991年畢業後返回新斯科舍省，1992年從戴尔豪斯大学取得法學學士學位。
她從1992年-93年間在多倫多的托里律師事務所實習，1994年從上加拿大律師會獲取安大略省大律師資格，後繼續於該行執業，期間在多倫多大學法學院攻讀法學碩士學位，1996年畢業。她於1997年到西安大略大學法學院出任助理教授，1999年則改到女王大學法學院出任助理教授，2003年成為該校副教授。她於2006年改到多倫多大學法學院出任教授，專攻公司治理和資本市場監管，2007年-09年間出任該院副院長，並從2010年-19年間兼任該校法律專業中心學術總監。

## 從政

### 第43屆國會
在任自由黨籍國會下議院奥克维尔选区議員约翰·奥利弗宣布不會在2019年聯邦大選競逐連任後，阿南德決意競逐該區的自由黨候選人提名，並於2019年6月12日贏取該黨候選人資格。她於同年10月21日聯邦大選中獲取30265票當選奥克维尔选区下議員，同年11月20日獲總理賈斯汀·杜魯多委入內閣出任公共服務及採購部長。
冠狀病毒疫情於2020年初展開時，阿南德指示其部門為國內醫療系統採購個人保護器材和醫療用品。在當時個人保護器材需求殷切的局面下，該部門採取積極的採購策略，並聯繋多家供應商以確保供應鏈多樣化。阿南德於2021年4月向下議院衛生委員會表示公共服務及採購部已購入25億件個人保護器材，當中不少在加拿大國內生產。
聯邦政府從2020年夏季起與冠狀病毒疫苗和其他相關用品的生產商簽約，並定下目標於2021年9月30日或之前為所有合資格國民全面接種疫苗。截止2021年7月末，加拿大累計已獲取逾6640萬劑疫苗，到同年8月末加拿大的疫苗接種率達致全球最高。

### 第44屆國會

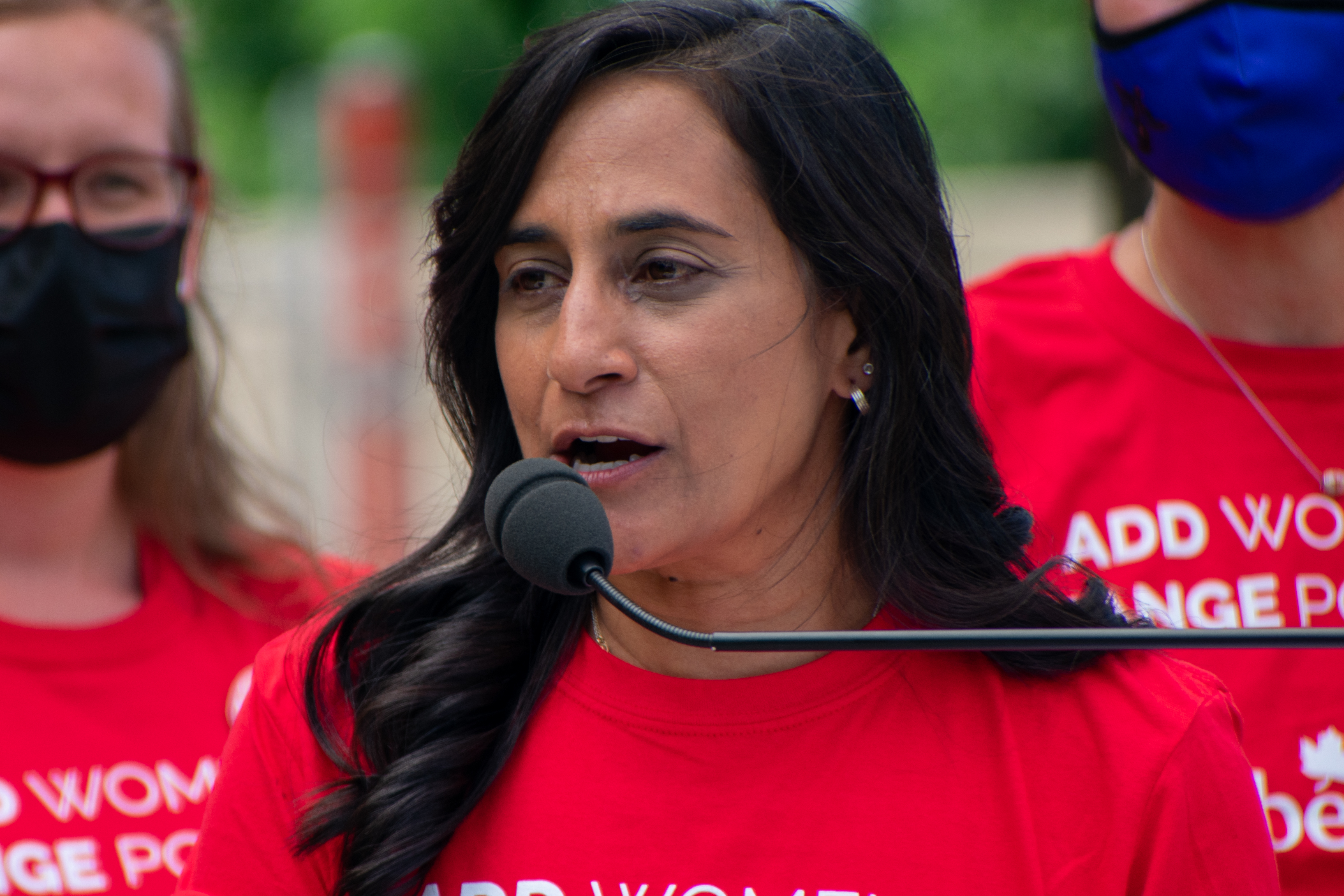
阿南德於2021年聯邦大選前在安大略省哈密爾頓出席自由黨競選活動

阿南德於2021年聯邦大選中以46%得票擊敗保守黨候選人，連任奥克维尔选区國會議員。

#### 國防部長
她於2021年10月26日在杜魯多內閣中調任國防部長，成為繼金·坎貝爾後加拿大第二位女性防長。同年12月13日，她代表加拿大政府向受加拿大軍隊和國防部內之性不當行為影響人士致歉。
2022年1月末，阿南德與總理杜魯多宣布加拿大將延續其烏克蘭訓練任務三年，並將派遣人員數目上限從200人增至400人。她於數日後出訪基輔，以示加烏兩國團結，並與烏克蘭防長列茲尼科夫會面商討加拿大對該國提供軍事援助。她於同年2月宣布派遣約120名砲兵連成員前赴拉脫維亞，加入當地由加拿大領導的北約加強前進部署戰鬥組，並向北約海上部隊增派一艘哈利法克斯級巡防艦。俄羅斯入侵烏克蘭後，阿南德於2022年2月至3月間宣布向烏克蘭提供反裝甲武器、火箭、頭盔、防毒面具和夜視鏡等軍備，並向烏克蘭捐贈供拜拉克塔爾TB2無人作戰飛機使用，由加拿大製造的特備攝影機。
2022年4月14日，阿南德宣布加軍將派遣100至150名軍人前往波蘭，在當地協助照料逃離家園的烏克蘭人，並於同月22日確認加拿大已向烏克蘭軍隊提供M777榴彈砲。同年5月8日，加方宣布向烏克蘭提供額外總值5千萬元軍事援助，包括無人作戰飛機攝影機、高解像度衛星圖像和彈藥等軍備。同月24日，阿南德宣布加方斥資9800萬元為烏克蘭購買逾二萬發可供M777榴彈砲使用之彈藥。
她於2022年6月出席北約馬德里峰會期間與拉脫維亞防長簽訂協議，將當地由加拿大領導的北約加強前進部署戰鬥組升格至軍旅。加方亦於峰會期間確認再向烏克蘭提供六部無人機攝影機和多至39部裝甲作戰支援車。同年8月4日，阿南德宣布派遣多達225名加拿大軍隊人員前赴英國，在當地協助培訓新入伍的烏克蘭軍人。她再於同年9月表示會於蘇格蘭普雷斯特威克的皇家加拿大空軍樞紐派駐第三部C-130運輸機，以便運送物資往烏克蘭。同年10月11日她到訪華沙與波蘭防長布瓦什恰克會面，期間宣布派遣約40名加軍人員到波蘭以培訓烏克蘭工兵。翌日她於布魯塞爾宣布再向烏克蘭提供總值4700萬加元的軍事援助。加國於2022年11月14日宣布再向烏克蘭提供總值5億加元的軍事援助，自當年2月起向烏國提供的軍事援助總金額超越10億加元。
阿南德於2023年1月10日宣布向烏克蘭捐贈一套NASAMS空防系統，總值4億6百萬元。她於同月18日到訪基輔和伊爾平，與烏克蘭防長列茲尼科夫會面時宣布向烏國捐贈200架產於安省密西沙加的羅歇爾參議員裝甲輸送車。她再於同月26日宣布向烏國捐贈四部豹2型坦克。

#### 國庫委員會主席
阿南德於2023年7月26日在杜魯多內閣中調任國庫委員會主席。她於2024年5月公布聯邦政府網路安全策略，概述政府應對網路威脅和堵塞政府數碼資產安全漏洞之舉措。同年6月她宣布擴大聯邦政府前線安保人員可提早領取退休長俸的資格，同年10月則宣布聯邦政府將斥資至少1千萬元購買碳去除服務，以求聯邦政府運作可於2050年達致淨零碳排放。

#### 交通部長
她從2024年9月起兼任交通部長，接替離任的巴勃羅·羅德里格斯。任內她宣布於多倫多市中心的比利·畢曉普機場增設美國境外預先清關設施。
阿南德於2025年2月宣布一系列措施以改善國內港口設備、提升供應鏈效率和運輸脫碳。2月5日她宣布提供2千5百萬元資金予哈利法斯港口局，用於促進哈利法斯—漢堡綠化船運通道、減低排放和改善港口建設。同月11日她宣布透過綠化船運通道項目於卑詩省投放3千550萬元資金，以助採納潔淨能源和低排放船隻。同月12日她則宣布透過全國貿易通道基金於卑詩省和亞伯達省投放3千310萬元資助六個基建項目。
2025年2月12日，阿南德聯同總理杜魯多宣布興建Alto高速鐵路系統，連接多倫多和魁北克市，中途經過彼得堡、渥太華、蒙特婁、拉瓦爾和三河市，長達1,000（620英里），速度高達每小時300公里。

#### 內部貿易部長
阿南德職銜於2024年12月20日改為交通及內部貿易部長，同時卸下國庫委員會主席職務。杜魯多宣布辭任自由黨黨魁後，外界猜測阿南德可能競選黨魁，然而她於2025年1月11日宣布不會在同年聯邦大選中尋求連任。她於同月25日表示支持馬克·卡尼競選自由黨黨魁，並改變初衷競逐連任。
在美加貿易戰的背景下，阿南德強調需促進加拿大內部貿易和支持加國企業以確保長遠經濟穩定。她於2025年2月在多倫多出席內部貿易委員會會議，與各省和地區政府代表會面，同意消除加拿大自由貿易協議中的豁免項目，並移除有礙加拿大國內物流的監管和行政手續。《環球郵報》於同月21日報道指聯邦政府將消除加拿大自由貿易協議中逾半豁免項目。

#### 創新、科學及工業部長
卡尼當選黨魁和繼任總理後，阿南德於2025年3月14日獲委入其內閣，擔任創新、科學及工業部長。

### 第45屆國會
奧克維爾選區於2025年聯邦大選前解散重組，阿南德於新設的奧克維爾東選區連任國會議員，同年5月獲總理卡尼任命為外交部長。

## 個人生活
阿南德於1995年與丈夫約翰結婚，1997年-1999年和2005年起居於安大略省奥克维尔，兩人育有四名子女。